# Bezirk Bruck an der Leitha
Der Bezirk Bruck an der Leitha ist ein Verwaltungsbezirk des Landes Niederösterreich.
Sitz der Bezirkshauptmannschaft ist Bruck an der Leitha, eine Außenstelle befindet sich seit der Auflösung des Bezirkes Wien-Umgebung in Schwechat.

## Geografie
Der Bezirk ist der östlichste Niederösterreichs und grenzt im Nordwesten an Wien, im Osten an die Slowakei und im Süden an das Burgenland. Seine Fläche beträgt 703,21 km². Er liegt im Industrieviertel und ist auch in der Raumplanung der Hauptregion Industrieviertel zugeordnet.
Der Bezirk liegt größtenteils im Wiener Becken, an der Grenze zum Burgenland hat er Anteil am Leithagebirge und an den Hundsheimer Bergen, die durch die Brucker Pforte getrennt sind. Die nördliche Grenze zum Bezirk Gänserndorf verläuft entlang der Donau, ohne dem Flussverlauf exakt zu folgen. Weitere wichtige Flüsse sind die Schwechat, die Fischa und die Leitha, die allesamt von rechts in die Donau münden.

### Nachbarbezirke
| Wien           | Bezirk Gänserndorf                          |                              |
| Bezirk Mödling | Kompassrose, die auf Nachbargemeinden zeigt | Bratislavský kraj (Slowakei) |
| Bezirk Baden   | Bezirk Eisenstadt-Umgebung                  | Bezirk Neusiedl am See       |

## Angehörige Gemeinden

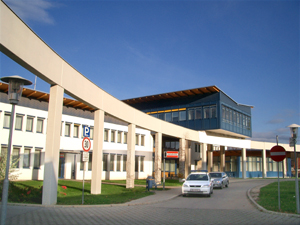
Bezirkshauptmannschaft Bruck an der Leitha

Gemeinden des Bezirks Bruck an der Leitha

Der Bezirk Bruck an der Leitha gliedert sich in 33 Gemeinden, darunter fünf Städte und 14 Marktgemeinden. Die Einwohnerzahlen stammen vom 1. Jänner 2025.
Die Gemeinden Fischamend, Schwechat, Ebergassing, Gramatneusiedl, Himberg, Klein-Neusiedl, Moosbrunn, Rauchenwarth, Schwadorf und Zwölfaxing wurden im Zuge der Auflösung des Bezirkes Wien-Umgebung mit 1. Jänner 2017 dem Bezirk zugeordnet, ebenso die Gemeinden Leopoldsdorf, Maria Lanzendorf und Lanzendorf, die ursprünglich dem Bezirk Mödling zugeordnet werden sollten.
| Gemeinde                     | Lage | Ew     | km²   | Ew / km² | Gerichtsbezirk      | Region            | Typ             | Metadaten         |
| ---------------------------- | ---- | ------ | ----- | -------- | ------------------- | ----------------- | --------------- | ----------------- |
| Au am Leithaberge            |      | 950    | 16,74 | 57       | Bruck an der Leitha | Leithagebirge     | Markt- gemeinde | Gem.Kennz.: 30701 |
| Bad Deutsch-Altenburg        |      | 1.993  | 12,58 | 158      | Bruck an der Leitha | Donautal          | Markt- gemeinde | Gem.Kennz.: 30702 |
| Berg                         |      | 974    | 9,46  | 103      | Bruck an der Leitha | Donautal          | Gemeinde        | Gem.Kennz.: 30703 |
| Bruck an der Leitha          |      | 8.687  | 23,69 | 367      | Bruck an der Leitha | Brucker Pforte    | Stadt- gemeinde | Gem.Kennz.: 30704 |
| Ebergassing                  |      | 4.372  | 16,28 | 269      | Schwechat           | Wiener Becken     | Gemeinde        | Gem.Kennz.: 30729 |
| Enzersdorf an der Fischa     |      | 3.664  | 31,43 | 117      | Bruck an der Leitha | Wiener Becken     | Markt- gemeinde | Gem.Kennz.: 30706 |
| Fischamend                   |      | 5.736  | 24,92 | 230      | Schwechat           | Wiener Becken     | Stadt- gemeinde | Gem.Kennz.: 30730 |
| Göttlesbrunn-Arbesthal       |      | 1.489  | 26,25 | 57       | Bruck an der Leitha | Wiener Becken     | Gemeinde        | Gem.Kennz.: 30708 |
| Götzendorf an der Leitha     |      | 2.227  | 25,40 | 88       | Bruck an der Leitha | Wiener Becken     | Markt- gemeinde | Gem.Kennz.: 30709 |
| Gramatneusiedl               |      | 3.700  | 6,75  | 548      | Schwechat           | Wiener Becken     | Markt- gemeinde | Gem.Kennz.: 30731 |
| Hainburg an der Donau        |      | 7.038  | 24,98 | 282      | Bruck an der Leitha | Donautal          | Stadt- gemeinde | Gem.Kennz.: 30710 |
| Haslau-Maria Ellend          |      | 2.027  | 24,85 | 82       | Bruck an der Leitha | Wiener Becken     | Gemeinde        | Gem.Kennz.: 30711 |
| Himberg                      |      | 8.324  | 47,65 | 175      | Schwechat           | Wiener Becken     | Markt- gemeinde | Gem.Kennz.: 30732 |
| Hof am Leithaberge           |      | 1.678  | 22,02 | 76       | Bruck an der Leitha | Leithagebirge     | Markt- gemeinde | Gem.Kennz.: 30713 |
| Höflein                      |      | 1.232  | 22,39 | 55       | Bruck an der Leitha | Wiener Becken     | Gemeinde        | Gem.Kennz.: 30712 |
| Hundsheim                    |      | 668    | 13,43 | 50       | Bruck an der Leitha | Hundsheimer Berge | Gemeinde        | Gem.Kennz.: 30715 |
| Klein-Neusiedl               |      | 921    | 5,97  | 154      | Schwechat           | Wiener Becken     | Gemeinde        | Gem.Kennz.: 30733 |
| Lanzendorf                   |      | 1.949  | 4,54  | 429      | Schwechat           | Wiener Becken     | Gemeinde        | Gem.Kennz.: 30734 |
| Leopoldsdorf                 |      | 5.613  | 6,97  | 806      | Schwechat           | Wiener Becken     | Markt- gemeinde | Gem.Kennz.: 30735 |
| Mannersdorf am Leithagebirge |      | 4.274  | 29,92 | 143      | Bruck an der Leitha | Leithagebirge     | Stadt- gemeinde | Gem.Kennz.: 30716 |
| Maria-Lanzendorf             |      | 2.264  | 1,72  | 1320     | Schwechat           | Wiener Becken     | Gemeinde        | Gem.Kennz.: 30736 |
| Moosbrunn                    |      | 1.808  | 16,88 | 107      | Schwechat           | Wiener Becken     | Gemeinde        | Gem.Kennz.: 30737 |
| Petronell-Carnuntum          |      | 1.260  | 25,37 | 50       | Bruck an der Leitha | Donautal          | Markt- gemeinde | Gem.Kennz.: 30718 |
| Prellenkirchen               |      | 1.705  | 41,57 | 41       | Bruck an der Leitha | Hundsheimer Berge | Markt- gemeinde | Gem.Kennz.: 30719 |
| Rauchenwarth                 |      | 803    | 13,41 | 60       | Schwechat           | Wiener Becken     | Gemeinde        | Gem.Kennz.: 30738 |
| Rohrau                       |      | 1.666  | 20,51 | 81       | Bruck an der Leitha | Wiener Becken     | Markt- gemeinde | Gem.Kennz.: 30721 |
| Scharndorf                   |      | 1.239  | 25,84 | 48       | Bruck an der Leitha | Donautal          | Gemeinde        | Gem.Kennz.: 30722 |
| Schwadorf                    |      | 2.405  | 11,40 | 211      | Schwechat           | Wiener Becken     | Markt- gemeinde | Gem.Kennz.: 30739 |
| Schwechat                    |      | 21.243 | 44,82 | 474      | Schwechat           | Wiener Becken     | Stadt- gemeinde | Gem.Kennz.: 30740 |
| Sommerein                    |      | 2.265  | 41,51 | 55       | Bruck an der Leitha | Leithagebirge     | Markt- gemeinde | Gem.Kennz.: 30724 |
| Trautmannsdorf an der Leitha |      | 2.929  | 35,44 | 83       | Bruck an der Leitha | Wiener Becken     | Markt- gemeinde | Gem.Kennz.: 30726 |
| Wolfsthal                    |      | 1.256  | 21,76 | 58       | Bruck an der Leitha | Donautal          | Gemeinde        | Gem.Kennz.: 30728 |
| Zwölfaxing                   |      | 1.679  | 6,76  | 248      | Schwechat           | Wiener Becken     | Gemeinde        | Gem.Kennz.: 30741 |

### Gemeindeänderungen seit 1945
| Änderungsdatum            | alte Gemeinde(n)                                      | neue Gemeinde(n) |
| ------------------------- | ----------------------------------------------------- | --- |
| 1. Jänner 1967            | Götzendorf an der Leitha, Pischelsdorf                | Götzendorf an der Leitha |
| 1. Jänner 1968            | Trautmannsdorf an der Leitha, Sarasdorf               | Trautmannsdorf an der Leitha |
| 1. Jänner 1969            | Haslau, Maria Ellend                                  | Haslau-Maria Ellend |
| 1. Jänner 1971            | Bruck an der Leitha, Wilfleinsdorf                    | Bruck an der Leitha |
| 1. Jänner 1971            | Enzersdorf an der Fischa, Margarethen am Moos         | Enzersdorf an der Fischa |
| 1. Jänner 1971            | Arbesthal, Göttlesbrunn                               | Göttlesbrunn-Arbesthal |
| 1. Jänner 1971            | Rohrau, Gerhaus                                       | Rohrau |
| 1. Jänner 1972            | Prellenkirchen, Deutsch Haslau, Schönabrunn           | Prellenkirchen |
| 1. Jänner 1972            | Rohrau, Hollern, Pachfurth                            | Rohrau |
| 1. Jänner 1972            | Scharndorf, Regelsbrunn, Wildungsmauer                | Scharndorf |
| 1. Jänner 1972            | Trautmannsdorf an der Leitha, Gallbrunn, Stixneusiedl | Trautmannsdorf an der Leitha |
| 1. Jänner 1972            | Wolfsthal, Berg                                       | Wolfsthal (ab 20. November 1973 Wolfsthal-Berg) |
| 1. Jänner 1997            | Wolfsthal-Berg                                        | Berg, Wolfsthal |
| 1. Jänner 2017            | aus dem Bezirk Wien-Umgebung eingegliedert            | Ebergassing, Fischamend, Gramatneusiedl, Himberg, Klein-Neusiedl, Lanzendorf, Leopoldsdorf, Maria Lanzendorf, Moosbrunn, Rauchenwarth, Schwadorf, Schwechat, Zwölfaxing |
| Quelle: Statistik Austria |                                                       | |

## Bevölkerungsentwicklung
laut Gebietsstand 2017